# Die Reue
Die Reue (georgisch: მონანიება, Monanieba) ist ein Spielfilm des georgischen Regisseurs Tengis Abuladse. Er wurde 1984 gedreht und 1987 uraufgeführt.

## Inhalt
Monanieba rechnete allegorisch, aber kompromisslos mit dem Stalinismus ab. Der Regisseur nannte ihn die „erste Schwalbe der Perestroika“. Er handelt vom verstorbenen Diktator Warlam, der von einer Frau ausgegraben wird. Im Gerichtshof erscheint es, dass die Frau Warlams vergangene Verbrechen beleuchten will. Warlam sieht in der Rückblende aus wie Stalins Staatssicherheitschef Lawrenti Beria, trägt einen Hitlerbart und ein faschistisches Schwarzhemd. 
Im Film wird neben der Musik von Nana Dschanelidse auch solche von Arvo Pärt benutzt.

## Hintergrund
Der Film war bis 1986 in der Sowjetunion verboten. Auf Betreiben des damaligen georgischen KP-Chefs Eduard Schewardnadse konnte er schließlich aufgeführt werden und trieb die Veränderungen in der Sowjetunion voran.
In vielen sozialistischen Ländern blieb der Film verboten. Nach der deutschen Erstaufführung im ZDF im Oktober 1987 startete die DDR eine Pressekampagne gegen den Film, die mit einem Verriss durch Hans-Dieter Schütt am 28. Oktober 1987 begann.

## Auszeichnungen
1987 gewann Monanieba den wichtigsten Filmpreis der Sowjetunion, den Nika, den Großen Preis der Jury bei den Internationalen Filmfestspielen von Cannes 1987 und wurde als bester ausländischer Film für den Golden Globe nominiert. Insgesamt wurde der Film mit zehn Preisen ausgezeichnet.